# Denis Pettiaux
Denis Pettiaux (1956) belga cirkuszi akrobata, gyógypedagógus, 1990 és 1999 között a Játék határok nélkül főbírója.

## Munkássága
Pettiaux 1981-ben a belga csapat tagjaként részt vett a Játék határok nélkül versenyen. Csapata megnyerte a franciaországi Annecy városban rendezett versenyt, ezzel bejutottak a döntőbe. A döntőben viszont a rangsor alján végeztek.
1990-ben nevezték ki a Játék határok nélkül független főbírójává. (Belgium 1989 után nem vett részt a játékokon.) 1999-ig – az utolsó adásig – 122 epizódban szerepelt. A versenyszámokat minden alkalommal a szállóigévé vált Attention! Prêts? mondattal és sípszóval indította.
Fogyatékkal élők gondozásával foglalkozik.

## Fordítás
- Ez a szócikk részben vagy egészben  a   Denis Pettiaux című holland Wikipédia-szócikk fordításán alapul.  Az eredeti cikk szerkesztőit annak laptörténete sorolja fel. Ez a jelzés csupán a megfogalmazás eredetét és a szerzői jogokat jelzi, nem szolgál a cikkben szereplő információk forrásmegjelöléseként.